# Judo-Weltmeisterschaften 1989
Die 15. Judo-Weltmeisterschaften 1989 fanden vom 10. Oktober bis zum 15. Oktober 1989 in der Pionir-Halle in Belgrad, Jugoslawien (heute Serbien), statt.

## Ergebnisse

### Männer
| Gewichtsklasse | Gold                 | Silber              | Bronze                    |
| -------------- | -------------------- | ------------------- | ------------------------- |
| - 60 kg        | Amiran Totikaschwili | Tadanori Koshino    | Dashgombyn Battulga       |
| - 60 kg        | Amiran Totikaschwili | Tadanori Koshino    | Yoon Hyun                 |
| - 65 kg        | Dragomir Bečanović   | Udo Quellmalz       | Bruno Carabetta           |
| - 65 kg        | Dragomir Bečanović   | Udo Quellmalz       | Sergei Kosmynin           |
| - 71 kg        | Toshihiko Koga       | Mike Swain          | Li Chang-su               |
| - 71 kg        | Toshihiko Koga       | Mike Swain          | Giorgi Tenadse            |
| - 78 kg        | Kim Byung-joo        | Tatsuto Mochida     | Waldemar Legień           |
| - 78 kg        | Kim Byung-joo        | Tatsuto Mochida     | Baschir Warajew           |
| - 86 kg        | Fabien Canu          | Ben Spijkers        | Stefan Freudenberg        |
| - 86 kg        | Fabien Canu          | Ben Spijkers        | Axel Lobenstein           |
| - 95 kg        | Koba Kurtanidse      | Odvogin Baljinnyam  | Marc Meiling              |
| - 95 kg        | Koba Kurtanidse      | Odvogin Baljinnyam  | Robert Van de Walle       |
| + 95 kg        | Naoya Ogawa          | Frank Moreno        | Rafał Kubacki             |
| + 95 kg        | Naoya Ogawa          | Frank Moreno        | Grigori Weritschew        |
| Offene Klasse  | Naoya Ogawa          | Akaki Kibordsalidse | Kim Geon-su               |
| Offene Klasse  | Naoya Ogawa          | Akaki Kibordsalidse | Alexander von der Groeben |

### Frauen
| Gewichtsklasse | Gold                 | Silber            | Bronze                 |
| -------------- | -------------------- | ----------------- | ---------------------- |
| - 48 kg        | Karen Briggs         | Fumiko Ezaki      | Jessica Gal            |
| - 48 kg        | Karen Briggs         | Fumiko Ezaki      | Cécile Nowak           |
| - 52 kg        | Sharon Rendle        | Alessandra Giungi | Cho Min-sun            |
| - 52 kg        | Sharon Rendle        | Alessandra Giungi | Maritza Pérez Cárdenas |
| - 56 kg        | Catherine Arnaud     | Ann Hughes        | Míriam Blasco          |
| - 56 kg        | Catherine Arnaud     | Ann Hughes        | Jung Sun-yong          |
| - 61 kg        | Catherine Fleury     | Jelena Petrowa    | Takako Kobayashi       |
| - 61 kg        | Catherine Fleury     | Jelena Petrowa    | Gabriele Ritschel      |
| - 66 kg        | Emanuela Pierantozzi | Hikari Sasaki     | Claire Lecat           |
| - 66 kg        | Emanuela Pierantozzi | Hikari Sasaki     | Odalis Revé            |
| - 72 kg        | Ingrid Berghmans     | Yōko Tanabe       | Aline Batailler        |
| - 72 kg        | Ingrid Berghmans     | Yōko Tanabe       | Wu Weifeng             |
| + 72 kg        | Gao Fenglian         | Regina Sigmund    | Nathalie Lupino        |
| + 72 kg        | Gao Fenglian         | Regina Sigmund    | Beata Maksymow         |
| Offene Klasse  | Estela Rodríguez     | Sharon Lee        | Yōko Tanabe            |
| Offene Klasse  | Estela Rodríguez     | Sharon Lee        | Zhang Ying             |

## Medaillenspiegel
| Rang      | Land                   | Gold | Silber | Bronze | Gesamt |
| --------- | ---------------------- | ---- | ------ | ------ | ------ |
| 1         | Japan                  | 3    | 5      | 2      | 10     |
| 2         | Frankreich             | 3    | 0      | 5      | 8      |
| 3         | Sowjetunion            | 2    | 2      | 4      | 8      |
| 4         | Vereinigtes Königreich | 2    | 2      | 0      | 4      |
| 5         | Kuba                   | 1    | 1      | 2      | 4      |
| 6         | Italien                | 1    | 1      | 0      | 2      |
| 7         | Südkorea               | 1    | 0      | 4      | 5      |
| 8         | Volksrepublik China    | 1    | 0      | 2      | 3      |
| 9         | Belgien                | 1    | 0      | 1      | 2      |
| 10        | Jugoslawien            | 1    | 0      | 0      | 1      |
| 11        | BR Deutschland         | 0    | 1      | 4      | 5      |
| 12        | DDR                    | 0    | 1      | 1      | 2      |
| 12        | Mongolei               | 0    | 1      | 1      | 2      |
| 12        | Niederlande            | 0    | 1      | 1      | 2      |
| 15        | Vereinigte Staaten     | 0    | 1      | 0      | 1      |
| 16        | Polen                  | 0    | 0      | 3      | 3      |
| 17        | Spanien                | 0    | 0      | 1      | 1      |
| 17        | Nordkorea              | 0    | 0      | 1      | 1      |
| Insgesamt | Insgesamt              | 16   | 16     | 32     | 64     |